# Frédéric Hervé de La Provostaye
Joseph Prudent Frédéric Hervé de La Provostaye, né le 15 février 1812 à Redon et mort le 28 décembre 1863 à Alger, est un physicien français.

## Biographie
Joseph Prudent Frédéric Hervé de La Provostaye est le fils de Joseph Marie Athanase Hervé, sieur de La Provostaye, négociant, adjoint au maire, et d'Irène Claire Dumoustier.
Il commence sa carrière d'enseignant en 1833 comme répétiteur à l'institut Delaville. En 1835 il est nommé surveillant à l'école normale supérieure. En 1836 il est agrégé au premier rang en sciences et devient enseignant en physique au lycée Louis-le-Grand. En 1840 il devient docteur ès-sciences physiques et est nommé professeur à la faculté des sciences de Rennes.
Il revient à Paris en 1841 comme agrégé divisionnaire de physique au lycée Louis-le-Grand. En 1844 il occupe la chaire de physique du collège royal Bourbon en remplacement de Joseph Cazalis.
À partir de 1847 il rejoint l'Inspection générale.
Il est l'auteur de nombreux articles concernant les théories de la chaleur et de la lumière, ainsi que des travaux en chimie et cristallographie.

## Distinctions
- Officier de la légion d'honneur (1857[2]).